# Giuseppe Piazzi
Giuseppe Piazzi, född 16 juli 1746 i Ponte in Valtellina, död 22 juli 1826 i Neapel, var en italiensk romersk-katolsk präst och astronom.
Piazzi studerade i Milano och Turin. Han inträdde därefter i teatinorden samt blev efter verksamhet vid denna ordens kollegier 1780 professor i matematik vid universitetet i Palermo och några år senare professor i astronomi och direktör för observatoriet där. Han vistades sedan några år i Paris och i England för att studera den praktiska astronomin och återvände därefter till Palermo, där ett nytt observatorium uppfördes under hans ledning 1790–1791. År 1817 blev han generaldirektör för observatorierna i Neapel och Palermo och flyttade då till Neapel.
Piazzi var en framstående observatör. Det viktigaste resultatet av hans observationer var två stora stjärnkataloger, innehållande över 7 500 stjärnor. Under sina fixstjärneobservationer upptäckte han 1 januari 1801 den första av asteroiderna, Ceres, en upptäckt, som gjorde honom känd i vida kretsar.

## Utmärkelser
Franska vetenskapsakademien tilldelade honom Lalandepriset  1804 och 1814.
Nedslagskratern Piazzi på månen och asteroiden 1000 Piazzia är uppkallade efter honom.